# Sympatický dareba
Sympatický dareba (originální název Tendre voyou) je francouzská filmová komedie z roku 1966. V hlavní roli Jean-Paul Belmondo v roli drobného příživníka a žvanila Tonyho Maréchala.

## Děj filmu
Tony Maréchal je nemajetný příživník, který je díky své výřečnosti přitažlivý pro množství žen, které pak využívá. Když se seznámí s Muriel (Mylène Demongeotová) a jejím přítelem Bibim Dumonceauxem (Philippe Noiret), podaří se mu proniknout do vyšší společnosti, kde jeho podvody nabírají na síle. Seznámí se s baronkou Minnou (Nadja Tillerová) a doprovází ji na její jachtě na Tahiti. Zde se sám stane obětí podvodníka, který předstírá, že na jednom z tichomořských ostrůvků objevil naleziště manganové rudy.

## Obsazení
| Jean-Paul Belmondo   | Tony Maréchal                 |
| Nadja Tillerová      | baronka Minna von Strasshofer |
| Jean-Pierre Marielle | Bob                           |
| Geneviève Pageová    | Béatrice Dumonceaux           |
| Robert Morley        | lord Swift                    |
| Mylène Demongeotová  | Muriel                        |
| Philippe Noiret      | Bibi Dumonceaux               |
| Stefania Sandrelli   | Véronique                     |